# Chiesa di San Giovanni Battista (Gressoney-Saint-Jean)
La chiesa di Gressoney-Saint-Jean (in francese, Église paroissiale Saint-Jean-Baptiste; in titsch, Sent Johanz chélchò), dedicata a San Giovanni Battista, si trova sulla piazza centrale del capoluogo, denominata Òbre Platz. È sede dell'omonima parrocchia.

## Storia
Il documento più antico che accerta la presenza di una chiesa sul territorio di Gressoney risale al 1380, ma la prima chiesa, secondo la tradizione, sorgeva a Gover, contro la montagna, e fu distrutta da una frana.
L'edificio risale al 1515 e costituisce la prima presenza religiosa documentata di Gressoney. È ubicato nel centro del paese, sulla piazza denominata in Greschòneytitsch "Òbre Platz", e fu costruito su un terreno donato dalla famiglia Battiany.
Della chiesa originaria ci rimane solo una parte della facciata con il portale tardo gotico in pietra lavorata sul quale, in alto, si trova un'iscrizione gotica scolpita su pietra : «HOC OPUS FECIT MAGISTER ANTHON GOYET DE ISSIMA ET CHRISTIANUS F. US EIUS. A. D. MDXV» che ci racconta che l'impresario che la costruì fu Antoine Goyet di Issime, lo stesso che qualche anno prima costruì la chiesa di Fontainemore. Nel 1731 la chiesa fu ingrandita su terreno donato anche questa volta dalla famiglia Battiany (Jean-Joseph Battiany). Furono realizzate le due ali laterali e fu sopraelevata.

## Descrizione

### La facciata
La facciata principale della chiesa è caratterizzata dall'ampio tetto a due spioventi che la protegge interamente. Si dice che anticamente fosse tutta dipinta come quella di Perloz e Issime, ma non se ne hanno testimonianze certe. Oltre alle tre porte di accesso si trovano nella parte superiore numerose finestre di varie forme che permettono alla luce di penetrare all'interno e un cornicione dipinto che sottolinea la copertura. A destra della porta principale, nel 1928 fu collocato il busto della regina Margherita, in memoria del fatto che durante i suoi 36 anni di villeggiatura a Gressoney la stessa soleva recarsi qui a messa ogni domenica percorrendo a piedi il sentiero che oggi si chiama “passeggiata della Regina”.

### Gli interni
L'interno si presenta grandioso ed elegante. Alla navata principale si affiancano le due navate laterali separate con colonne monolitiche in granito. Il soffitti sono a volta a vela. Nel 1818 fu rialzata la volta del presbiterio e costruita una seconda sacrestia al di sopra di quella primitiva. Datano probabilmente di quegli anni i dipinti dei soffitti e delle pareti del pittore eporediese Giovanni Stornone. I dipinti assumono in pieno la tradizione della pittura sacra come si era andata codificando dalla fine del Cinquecento che recepiva le indicazioni della Chiesa dopo il Concilio tridentino. I dipinti infatti consentono una lettura semplice ed immediata dei fatti narrati e sono impostati in modo decoroso ed equilibrato. Le tonalità delicate e la leggerezza delle stesure rendono gradevoli questi inserimenti nel contesto.
Il pittore Nino Pirlato chiamato a restaurare i dipinti nell'anno 1955 modificò le originarie decorazioni in stile classico delle lesene (cornici geometriche e foglie d'acanto) e dei cornicioni introducendo ornamenti con motivi di conchiglie in stile neobarocco, e sostituì il grande dipinto di san Giovanni (seicentesco) che medita nel deserto sopra l'altare e i due medaglioni laterali con quelli ancora visibili oggi.

### Gli altari

#### L'altare maggiore
L'altare maggiore in marmo a diversi colori proviene dall'antica chiesa di San Francesco di Ivrea che fu soppressa dalle leggi napoleoniche nel 1812. Dei gressonari della famiglia De La Pierre l'acquistarono per farne dono alla loro chiesa nel 1818. Sopra l'altare, durante i periodi liturgici di San Giovanni e di Natale vengono poste quattro statue settecentesche raffiguranti Maria, san Giuseppe, Elisabetta e Zaccaria. Sopra lìaltare si trova una grande tela raffigurante san Giovanni Battista che medita nel deserto e i due medaglioni laterali (questi dipinti furono sostituiti con altri analoghi durante l'intervento di Pirlato. La Parrocchia possiede anche una reliquia di San Giovanni portata qui dalla Germania nel primo ottocento da un altro parrocchiano.
Dopo il Concilio Vaticano II e la necessità di ristrutturare alcune parti del presbiterio per far fronte alle nuove indicazioni liturgiche fu soppressa la balaustra in marmo che separava il presbiterio dal resto della chiesa con parte delle colonnine della stessa fu realizzato l'altare al centro del coro. Sopra la mensa eucaristica è collocato un importante crocifisso ligneo attribuito al maestro del paliotto della chiesa parrocchiale di Courmayeur, e risalente al XIII secolo; risulta essere l’unico esemplare in tutta la Valle d’Aosta.

#### Gli altari minori
Vi sono altri quattro altari laterali: notevole per la composizione plastica quello del S. Rosario, in legno intagliato e in gran parte dorato, con la statua della Madonna al centro che reca la data del 1662 circondata da 14 cornici contenenti le raffigurazioni dei misteri del Rosario. Il mistero dell'Annunciazione è raffigurato in proporzioni più grandi in alto. Le altre due statue che raffigurano S. Domenico e Santa Caterina sono recenti e realizzate dallo scultore valdostano Siro Viérin perché le originarie sono state rubate nel 1975.
Anche gli altri altari risalgono al settecento e costituiscono dei pregevoli esempi di scultura lignea policroma. Quello nella navata destra è dedicato a san Sebastiano, e ai lati troviamo san Grato e san Lorenzo Martire, mentre in alto c'è san Giuseppe col bambino.
Nella navata di sinistra si trovano invece gli altari dedicati a sant'Antonio con san Grato e san Pantaleone, e quello dedicato a santa Caterina tra sant'Anna e san Giuseppe.

### I banchi
Caratteristici i banchi in legno di larice settecenteschi con le testate scolpite che richiamano motivi bavaresi. In quel tempo la Baviera era luogo terminale dei commerci attuati dai Gressonari e alcuni rami di famiglie vi presero anche la residenza.

### Il campanile
Il campanile, costituito da una torre in pietra a vista, con semplici feritoie fino alla cella campanaria con bifore con archi a pieno centro. Esso seguì l'evoluzione della chiesa: poiché l'intervento di ampliamento del settecento gli fece perdere le primitive proporzioni, si provvide nel 1771 alla sua sopraelevazione (dieci metri), nel 1870 furono stanziati dei fondi dal comune per l'acquisto di alcune campane e dell'orologio, quindi fu ulteriormente innalzato nel 1903 quando fu mutata anche la parte terminale originariamente in stile lombardo e fu sostituita da una cuspide piramidale ricoperta in rame sormontata da una croce e un gallo. Questo intervento contribuì ad aumentare la sua slanciatezza.
Nel 1866 vi si trovava ancora una campana del 1554 rinomata oltre che per la sua veneranda età anche per il suo timbro musicale che fu poi rifusa. Attualmente nella cella campanaria si trovano 7 campane tutte distese, due delle quali regalate dalla famiglia Beck Peccoz nel 1914, fuse da Paccard a Ginevra, e due comperate nel 2005 per completare il concerto di campane che adesso possono suonare in fa diesis.

## L'organo
Nella cantoria si trova un organo, un Vegezzi Bossi, che è stato donato dalla regina Margherita nel 1895. I Vegezzi Bossi appartengono a una grande famiglia di organari che risale al 1550.

## Il museo
All'inizio della navata sinistra, nel 1983 è stato allestito un piccolo museo nella nicchia dove era situato l'antico battistero. Esso concilia la protezione museale delle opere d'arte sacra con la funzione devozionale delle stesse. Antiche sculture lignee sono ancora in grado di comunicare una severa religiosità nel pianto silenzioso della Madonna addolorata seduta con il corpo del Cristo morto sulle ginocchia o nel composto dolore del Cristo di questo crocifisso che potrebbe datare addirittura del XIII secolo. La statua della Madonna con il bambino era situata nell'oratorio del villaggio di Valdobbia, dove fu rubata nel 1960 e in seguito ritrovata e collocata nella chiesa. Data del XIV secolo.
Si possono inoltre ammirare i virtuosismi dei maestri argentieri impegnati nella realizzazione di preziosi reliquiari, calici, pissidi, ostensori, croci astili tutti antichi e alcuni di provenienza tedesca. Tra tutti, il pezzo più prezioso consiste nella croce astile di scuola fiorentina di Lorenzo Ghiberti risalente al XVI sec.
Di particolare pregio artistico e interesse storico sono le opere donate da Jean-Nicolas Vincent e dai suoi eredi riguardanti la famosa collezione di vetrate medievali tedesche e svizzere possedute e raccolte dallo stesso Jean Nicolas Vincent tra la Svizzera, l'Italia e la Germania nel corso del XIX secolo.

## Il sagrato e il cimitero

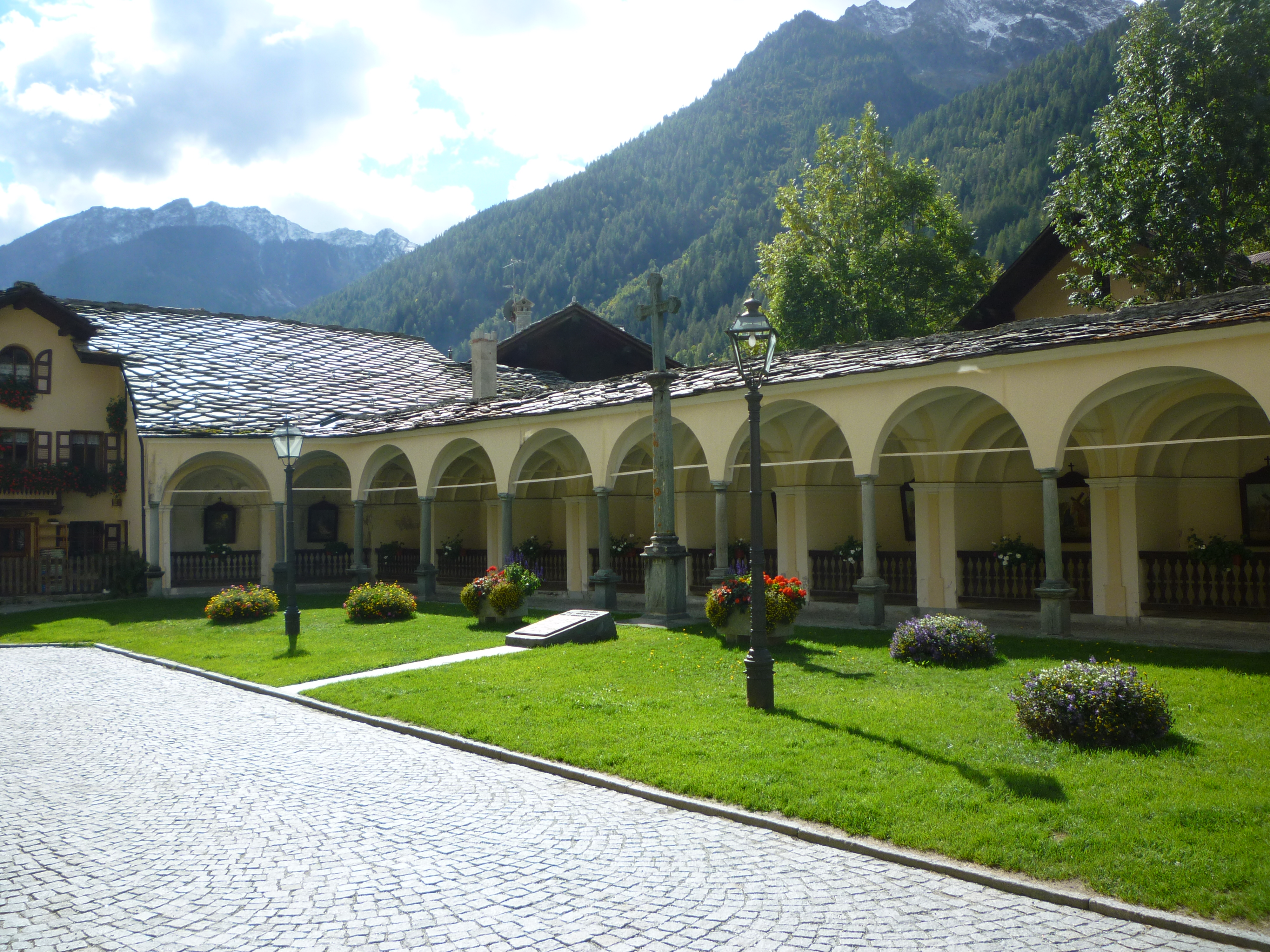
Le cappelle delle stazioni (in Greschòneytitsch, d'Gheimnisse) sul sagrato.

Antistante la chiesa si trova il sagrato, suggestiva piazzetta delimitata da un porticato dietro al quale si snodano le edicole della via Crucis costruito nel 1626. Al centro si trova la croce in pietra dell'antico cimitero (eretta nel 1735 e consacrata durante la missione del 1777).
Infatti, secondo l'uso antico, il cimitero stava proprio in questo luogo, come lo dimostrano le lapidi in pietra dissepolte, molte delle quali del XVII secolo. Le cappelle delle stazioni (in Greschòneytitsch, d'Gheimnisse) erano state dipinte dal famoso pittore gressonaro Curta, ma tali pitture sono andate perse.
Possiamo ammirare per esempio la pietra tombale datata 1629 in cui è scolpito il “Chremer-Zeiche”, cioè l'"emblema dei mercanti", al centro il simbolo di Mercurio, considerato nella remota antichità il protettore dei mercanti, ai lati le foglie di quercia, mentre al centro l'agnello è il simbolo di san Giovanni protettore della parrocchia. In quei tempi vi era anche l'abitudine di seppellire i morti sotto il pavimento stesso della chiesa come si è potuto constatare anche da recenti lavori di sostituzione del pavimento in legno quando si ritrovarono parecchi scheletri.
Nei primi anni dell'800 si ampliò il cimitero sul lato est e sud della chiesa, dove ancor ora si trovano le lapidi più antiche e belle. L'ultimo ampliamento avvenne nel 1877 con l'acquisto del terreno a nord della chiesa parrocchiale, terreno che apparteneva a Johann Jacob Bonda e che costò l.1,72 al metro quadrato. Il comune fece fronte alle spese dell'acquisto e dei lavori di sistemazione e di recinzione (L. 6.000) con una sottoscrizione fra tutti gli abitanti di Saint-Jean. I 171 posti del nuovo cimitero furono assegnati alle famiglie per estrazione a sorte, in data 14 novembre 1886. Contemporaneamente venne steso un regolamento d'uso, in parte ancora in uso.

## Festa patronale
San Giovanni si festeggia il 24 giugno a Gressoney-Saint-Jean con una messa solenne durante la quale viene portata in processione da quattro giovani diciottenni la statua del santo e la sua reliquia contenuta in una scultura che rappresenta la sua testa.